# Bergsguide

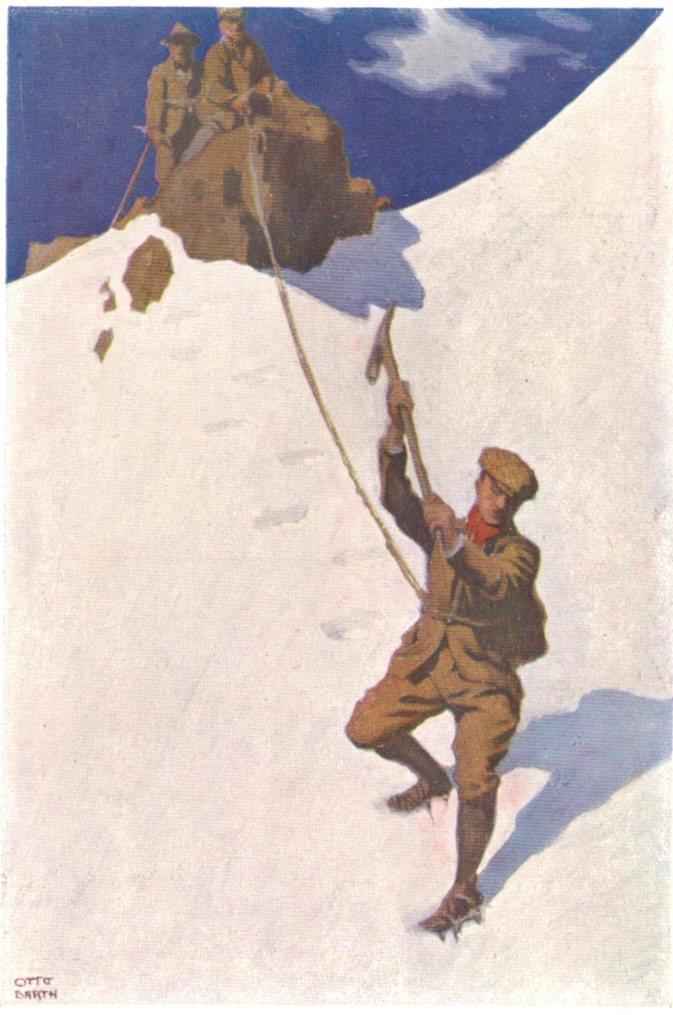

Bergsguide, en person som har till yrke att visa vägar och platser på berg.

## Bakgrund
Bergsguidens arbete har sina rötter i det behov av vägvisare som bergsbestigare och äventyrare behövde då man under slutet av 1800-talet försökte bestiga Alpernas toppar. 
Idag är det ett etablerat yrke att vara bergsguide och i alperna arbetar många bergsguider från olika nationer. 

## Arbetsområden
Bergsguidens huvudsakliga arbetsområden är vandring och glaciärturer, offpist-skidåkning, skidbestigningar och klättring. Bergsguiden arbetar ofta även som instruktör och utbildar i dessa aktiviteter.

## Utbildning och auktorisation
För att få arbeta i bergsmiljö med fallriskträng och på glaciär i alperna och Sverige krävs att man har licens enligt normer från UIAGM/IFMGA som är den internationella organisationen för bergsguider (Union Internationale des Associations de Guides de Montagne / International Federation of Mountain Guides Association)
I Sverige finns Svenska bergsguideorganisationen (SBO) som medlem i UIAGM/IFMGA sedan den 22 november 1997.